# Elaine May
Elaine May, ursprungligen Elaine Berlin, född 21 april 1932 i Philadelphia, Pennsylvania, är en amerikansk komiker, skådespelare, filmskapare, manusförfattare och dramatiker. Hon började först som komiker på 1950-talet, ofta tillsammans med Mike Nichols. Hon är mor till skådespelaren Jeannie Berlin.

## Filmografi i urval
- 1971 – I död och lust (manus, regi och roll)
- 1972 – Hjärtekrossaren (regi)
- 1976 – Mikey & Nicky (manus och regi)
- 1978 – California Suite (roll)
- 1978 – Himlen kan vänta (manus)
- 1987 – Ishtar (manus och regi)
- 1996 – The Birdcage – lånta fjädrar (manus)
- 1998 – Spelets regler (manus)